# Palazzo della Legislatura della Città di Buenos Aires
Il Palazzo della Legislatura di Buenos Aires (in spagnolo: Palacio de la Legislatura de la Ciudad de Buenos Aires) ospita la legislatura della capitale argentina. È situato nel quartiere Montserrat della città, in un isolato triangolare delimitato dalla calle Hipólito Yrigoyen, dall'avenida Presidente Julio A. Roca e la calle Perú. Costruito in granito grigio, ha un design neoclassico. Al suo interno si trovano la Biblioteca Esteban Echeverría, il Salón Rosado (noto anche come "Sala Eva Perón") e un carillon che, quando fu installato nel 1930, era il più grande del Sud America.

## Storia
Un lotto a sud-ovest di Plaza de Mayo fu destinato alla costruzione dell'edificio. Il progetto dell'edificio fu assegnato tramite concorso all'architetto locale Héctor Ayerza. Approvato e messo a bilancio dal consiglio comunale nel 1926, il progetto eclettico di Ayerza si ispirava molto all'architettura neoclassica francese. La prima pietra fu posata durante il Primo Congresso dei Comuni della Repubblica Argentina, il 18 novembre 1926, dal presidente Marcelo Torcuato de Alvear. Per l'occasione fu apposta una targa commemorativa. Louis Falcone si aggiudicò l'appalto con un tempo di realizzazione di 5 anni e i lavori iniziarono il 19 settembre 1927. Il contratto comprendeva opere di arredamento di lusso, illuminazione, una torre dell'orologio con cinque campane e un carillon con 30 campane. I problemi di interpretazione contrattuale furono arbitrati dall'ingegnere Sebastian Ghigliazza. Il palazzo fu inaugurato il 3 ottobre 1931. Successivamente l'edificio ha ospitato altre agenzie governative, come la Segreteria del Lavoro e della Previdenza Sociale istituita e qui collocata dal presidente Juan Domingo Perón. Nel 1951 Perón fece dichiarare l'edificio monumento storico nazionale.

## Descrizione
Costruito in stile neoclassico, l'edificio ha un seminterrato, tre piani e un attico. Incorpora una residenza più antica che si affacciava su Plaza de Mayo, ma che ora si affaccia sull'Avenida Julio A. Roca. La porta principale, situata all'angolo tra l'Avenida Julio A. Roca e la calle Perù, è in legno intagliato con un battente centrale in ottone a forma di testa di leone. La facciata dell'edificio presenta colonnati e balconi in stile corinzio con balaustre. L'ex scudo municipale, realizzato in bronzo, adorna una grande finestra. Dal punto di vista architettonico, l'edificio è forse più noto per le 26 cariatidi del cornicione (la maggior parte dello scultore Troiano Troiani), la torre dell'orologio, e il carillon di 30 campane. Oltre alle aule legislative, l'interno dell'edificio presenta una serie di saloni e sale architettonicamente degne di nota, oltre a due biblioteche. Le ampie sale sono denominate Sala d'Oro, Sala San Martin, Sala Montevideo, Sala dei Passi Perduti, Sala Eva Perón, Sala d'Onore, Sala degli Assessori e Sala delle Esposizioni. La Biblioteca Esteban Echeverría ospita una collezione unica di 2.000 libri dal XVII al XIX secolo. L'altra biblioteca, nota come Hemeroteca José Hernández, conserva numerosi archivi di giornali del 1870 che trattano argomenti di storia, cultura e notizie generali. Una scalinata si trova di fronte all'ingresso principale di Avenida Julio A. Roca. Si divide in due sezioni prima di raggiungere la rotonda del piano principale. Sopra di essa, una cupola di vetro colorato che rappresenta il sole può essere aperta manualmente o elettronicamente per vedere il cielo aperto.

## Biblioteca
Conosciuta in precedenza come Biblioteca del Centenario, la biblioteca Esteban Echeverría fu progettata nel 1884 dall'allora presidente del Consiglio, dottor Roberto Larroque, che ordinò materiale librario dall'estero. Ospita anche una collezione di 30.000 testi di diritto e legislazione. Vi sono testi della Spagna visigota, del Vicereame del Río de la Plata, del Cabildo della Buenos Aires coloniale e altri. Il fondo comprende la Biblioteca dei periodici José Hernández, le cui opere sono state microfilmate. Inizialmente creata in funzione dei legislatori e i funzionari municipali, è stata poi aperta al pubblico in generale. La biblioteca è stata rinominata in onore del poeta e pensatore argentino Esteban Echeverria. La biblioteca è progettata in stile eclettico con elementi neoclassici. È rivestita in noce; sopra il camino in ferro battuto si trova lo scudo della città.

## Saloni
La Sala d'Oro, riservata alle cerimonie e ad altri eventi formali, è stata ispirata dalla Galleria degli Specchi della Reggia di Versailles. Vi si accede salendo lo Scalone d'onore. Colonne con capitelli ionici circondano l'area centrale, sostenendo una galleria ad arco che funge da balcone sull'area centrale. Alla sua base si trova uno scudo d'onore con le armi della città. La sala è illuminata da sei lampadari, ciascuno con 45 luci, e da 14 candelabri. La sala viene utilizzata per audizioni pubbliche, ricevimenti ed eventi.
Dopo che le donne ottennero il diritto di voto nel 1947 e cominciarono a far parte del sistema legislativo del governo, la First Lady Eva Perón istituì il Salon Rosado ("sala rosa"; ora noto come Salon Eva Perón) del palazzo come area riservata alle donne del governo per discutere di questioni in un luogo da cui gli uomini erano esclusi. La sala è ora aperta ai visitatori. L'edificio è stato dichiarato Zona di Protezione Storica nel 1977 e a livello di "protezione integrale" dal 2000. Il salone è uno studio che Eva Perón utilizzò come direttrice della Fondazione Eva Perón. Qui e nelle camere legislative sono state girate alcune scene del film Evita di Alan Parker. Si trova tra gli uffici del Presidente e del Vicepresidente della Prima Legislatura. Ospita alcuni dei mobili e degli oggetti personali originali, come la scrivania, la sedia, la lampada, le cartelle, l'inchiostro e il portacarte. Le pareti sono rivestite in legno. Vi si trovano anche due armadi Luigi XIV dell'ebanista Tarris, con le armi municipali incise sulle porte. Vi si trovano due vasi, uno in cristallo Baccarat e l'altro in bronzo.

## La torre ed il carillon
La torre è alta 97 metri e ospita un orologio con cinque campane denominate Santa Maria, Pinta, La Niña, La Porteña e la più grande, di 1.800 kg, Argentina. I quattro quadranti della torre hanno un diametro di 4,5 metri. L'orologio è dotato di un sistema che controlla il funzionamento di altri 80 orologi distribuiti nel resto dell'edificio. Il carillon di fabbricazione tedesca, realizzato in bronzo, ha 30 campane che insieme pesano oltre 27 tonnellate; la maggior parte supera le 4 tonnellate. Il suo architetto è Hector Ayerza. È situato su un pergolato semicircolare, circondato da gargolle e dai tubi argentati di un potente condizionatore d'aria. Le campane sono sospese in un telaio di ferro alto 11 metri (36 piedi) e pesano 8 tonnellate. Quando fu installato nel 1930, era il più grande carillon del Sud America.